# Darjeeling Limited
Darjeeling Limited (Originaltitel: The Darjeeling Limited) ist eine US-amerikanische Abenteuerkomödie aus dem Jahr 2007. Regie führte Wes Anderson, der gemeinsam mit Roman Coppola und Jason Schwartzman das Drehbuch schrieb.

## Handlung
Die drei Amerikaner Francis, Peter und Jack Whitman sind Brüder und haben sich seit dem Tod ihres Vaters vor einem Jahr nicht mehr gesehen, als sie in einem durch Indien fahrenden Zug wieder aufeinander treffen. Der Zug heißt The Darjeeling Limited und ist gleichzeitig Namensgeber des Films. Der älteste Bruder, Francis, hat die Reise eingefädelt und minutiös geplant. Sie soll auf ein Wiedersehen mit der Mutter hinauslaufen, die ein christliches Kloster in Indien leitet. Da alle Brüder ein zerrüttetes Verhältnis zu ihrer Mutter haben, hält Francis den eigentlichen Grund der Reise jedoch geheim und gibt vor, es handele sich um einen spirituellen Selbstfindungstrip. Francis’ Brüder sind bis dato allerdings wenig überzeugt von dem Sinn dieser Unternehmung und genervt von Francis’ reglementierendem Verhalten: Mit Hilfe seines Assistenten Brendan entwirft er einen äußerst peniblen Tagesplan. Er nimmt seinen jüngeren Geschwistern sogar ihre Reisepässe ab, damit sie die Reise nicht vorzeitig abbrechen können. Francis trägt mehrere Kopfbandagen, da er sich bei einem Motorradunfall etliche Verletzungen zugezogen hat. Der jüngste Whitman, Jack, hat gerade eine Kurzgeschichte mit dem Titel Luftwaffe Automotive vollendet, deren Name im späteren Verlauf des Films noch einmal auftaucht. Auch wenn er es bestreitet, hat die Geschichte viele Parallelen zu seinem Leben. Von diesem Leben erfährt man bereits etwas durch den Kurzfilm Hotel Chevalier, der direkt vor dem Hauptfilm gezeigt wird. Darin trifft er sich in einem Pariser Hotel mit seiner Ex-Freundin (Natalie Portman), obwohl er dieses Zusammentreffen eigentlich vermeiden wollte. In The Darjeeling Limited hört Jack bei jedem Halt des Zuges geradezu zwanghaft den Anrufbeantworter seiner Ex-Freundin ab. Er findet in einer Affäre mit der indischen Zugbegleiterin Rita ein wenig Ablenkung.
Peter, der mittlere Bruder, bezeichnet sich selbst als Liebling des Vaters, was Francis sehr empört. Damit rechtfertigt Peter, dass er sämtliche Gegenstände seines Vaters für sich vereinnahmt hat. Peters Frau Alice, von der er sich eigentlich scheiden lassen will, erwartet ein Kind.
Alle drei Brüder verbindet von Anfang an ein übermäßiger Medikamentenkonsum. Sie veranstalten im Zuge dessen sogar eines von Francis’ spirituellen Ritualen, wobei sich herausstellt, dass weder Peter noch Jack die Prozedur des Feder-Verscharrens richtig verstanden haben. Auf ihren Ausflügen in die indische Provinz besuchen sie Tempel und Märkte. Auf einem Markt kauft sich Peter eine hochgiftige Schlange, die später aus ihrem Transportbehälter entkommt. Aus diesem Grund werden die drei, samt ihrem umfangreichen Gepäck, vom Schaffner aus dem Zug geworfen und in der Wüste zurückgelassen. Den abfahrenden Zug bewerfen die drei mit Steinen.
Auf dem Weg durch die indische Pampa werden sie in einen Unfall mit drei Jungen verwickelt. Diese drohen in einem Fluss zu ertrinken. Jack und Francis können zwei der Jungen aus den Fluten ziehen, Peter jedoch schafft es nicht „seinen“ Jungen zu retten, der stirbt. Sie bringen den Toten in sein Dorf. Dort werden sie trotz Sprachschwierigkeiten freundlich in die Dorfgemeinde aufgenommen und nehmen an der rituellen Verbrennung des Jungen teil.
Rückblende: Die drei Brüder und Peters Frau Alice sind auf dem Weg zur Beerdigung des Vaters. Sie halten jedoch unerwartet bei der Werkstatt Luftwaffe Automotive (Bezug auf den Titel von Jacks Kurzgeschichte), denn Peter will unbedingt den Porsche des Vaters abholen. Dieser ist jedoch nicht fahrbereit, sodass die drei unverrichteter Dinge abziehen müssen.
Bei einem Konflikt mit einem Verkehrsteilnehmer zeigen die Brüder Aggressivität und Zusammenhalt.
Die Whitmans verlassen nun das Dorf und nehmen einen Bus, der sie zum Flughafen bringt. Kurz vor dem Abflug beschließen sie ihre Mutter doch noch zu besuchen, die allerdings zuvor mittels eines Briefes erklärt hatte, dass ein Besuch zurzeit nicht möglich sei. Unbeeindruckt von dieser Abweisung reisen Peter, Jack und Francis zu dem christlichen Kloster der Mutter, Schwester Patricia. Die Begrüßung ist dennoch herzlich und die Familie scheint für einen Moment glücklich vereint. Am nächsten Morgen müssen die drei Brüder allerdings feststellen, dass ihre Mutter erneut vor der Familie geflohen ist und ihre Kinder zurückgelassen hat.
So machen sich die drei auf den Rückweg und erreichen abermals nur knapp einen Zug, werfen in einer Geste der Befreiung ihre Gepäckstücke von sich, die auf dem Bahnsteig zurückbleiben. In der Schlussszene will Francis Jack und Peter die Reisepässe wiedergeben. Diese merken aber an, er solle sie doch aufbewahren, da sie bei ihm besser aufgehoben seien. Einen Rückgriff auf den Prolog stellt das Ende der neuen Kurzgeschichte dar, das Jack seinen Brüdern nun vorliest. Sie gibt Jacks Begegnung mit seiner Ex-Freundin im Hotel „Chevalier“ wieder.

## Soundtrack
| Nr. | Titel                                                                            | Interpret/Komponist                             |
| --- | -------------------------------------------------------------------------------- | ----------------------------------------------- |
| 1.  | Where Do You Go To My Lovely                                                     | Peter Sarstedt                                  |
| 2.  | Title Music (aus Satyajit Rays Film Jalsaghar)                                   | Vilayat Khan                                    |
| 3.  | This Time Tomorrow                                                               | The Kinks                                       |
| 4.  | Title Music (aus Satyajit Rays Film Teen Kanya)                                  | Satyajit Ray                                    |
| 5.  | Title Music (aus Merchant-Ivorys Film The Householder)                           | Ali Akbar Khan                                  |
| 6.  | Ruku’s Room (aus Satyajit Rays Film Joi Baba Felunath)                           | Satyajit Ray                                    |
| 7.  | Charu’s Theme (aus Satyajit Rays Film Charulata)                                 | Satyajit Ray                                    |
| 8.  | Title Music (aus Merchant-Ivorys Film Bombay Talkie)                             | Shankar-Jaikishan                               |
| 9.  | Montage (aus Nityananda Dattas Film Baksa Badal)                                 | Satyajit Ray                                    |
| 10. | Prayer (Traditional)                                                             | Jodhpur Sikh Temple Congregation                |
| 11. | Farewell To Earnest (aus Merchant-Ivorys Film The Householder)                   | Ali Akbar Khan                                  |
| 12. | The Deserted Ballroom (aus Merchant-Ivorys Film Shakespeare Wallah)              | Satyajit Ray                                    |
| 13. | Claude Debussy: Suite bergamasque: 3. Clair De Lune                              | Alexis Weissenberg                              |
| 14. | Typewriter, Tip, Tip, Tip (aus Merchant-Ivorys Film Bombay Talkie)               | Kishore Kumar/Shankar-Jaikishan                 |
| 15. | Memorial (Traditional)                                                           | Narlia Village Troubadour                       |
| 16. | Strangers                                                                        | The Kinks                                       |
| 17. | Praise Him (Traditional)                                                         | Udaipur Convent School Nuns and Students        |
| 18. | Ludwig van Beethoven: Sinfonie Nr. 7 in A-dur, op. 92. 4. Satz: Allegro con brio | Fritz Reiner und das Chicago Symphony Orchestra |
| 19. | Play With Fire (Mono Version)                                                    | The Rolling Stones                              |
| 20. | Arrival in Benares (aus Merchant-Ivorys Film The Guru)                           | Vilayat Khan                                    |
| 21. | Powerman                                                                         | The Kinks                                       |
| 22. | Les Champs-Élysées                                                               | Joe Dassin                                      |

## Kritiken
Ray Bennett bezeichnete den Film in der Zeitschrift The Hollywood Reporter vom 3. September 2007 als eine „Zugreise ohne Lacher oder Charme“. Er könne Probleme haben, ein Publikum außer den Fans der beteiligten Stars zu finden.

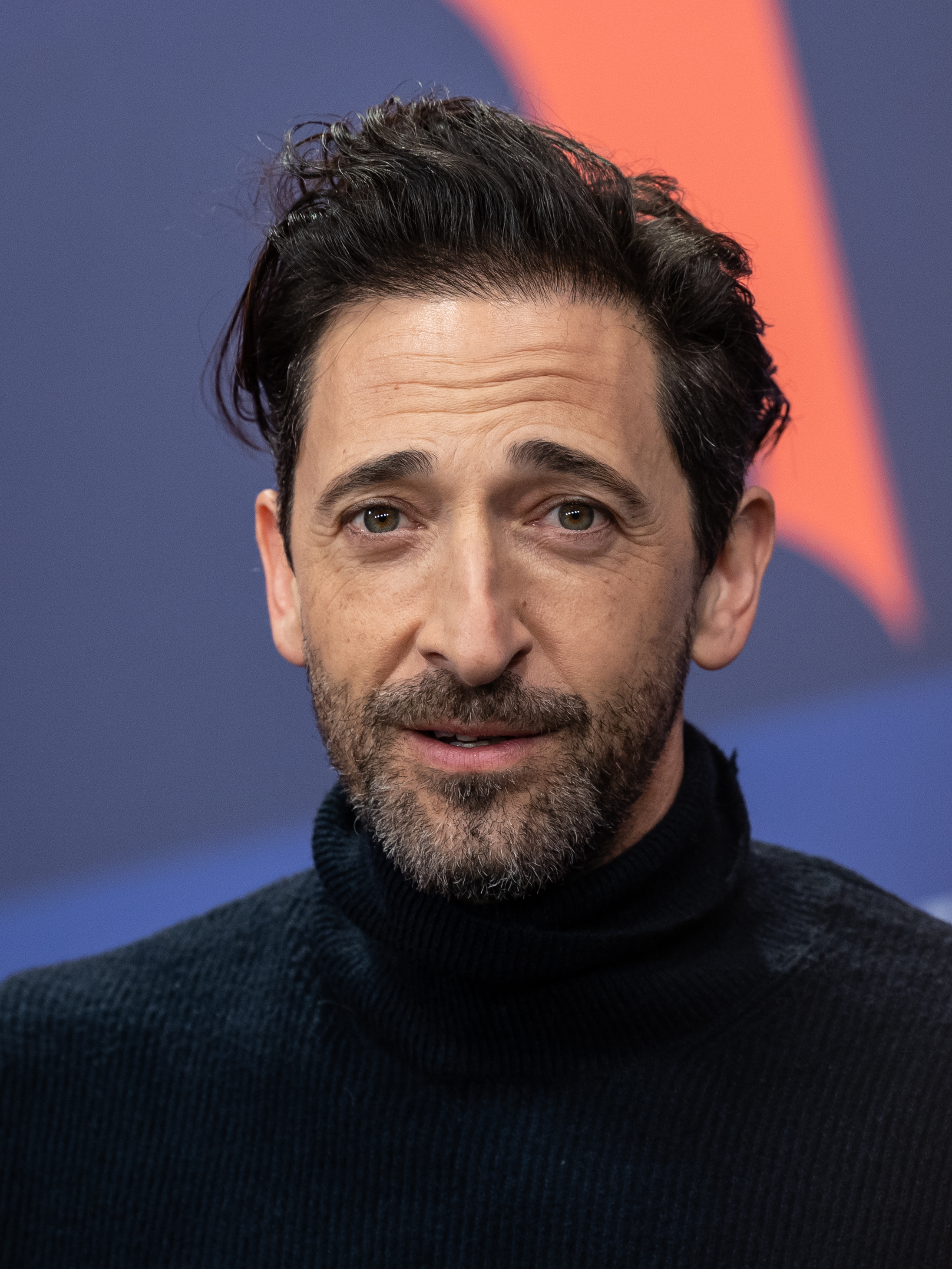
Adrien Brody spielt Peter

Susan Vahabzadeh schrieb 2007 in der Süddeutschen Zeitung, der Regisseur schwelge „in den Farben einer sehr gebraucht aussehenden Welt“, die – „wie seine Figuren“ – „voller Macken und unendlich schön“ sei und über die er „auf seine eigene, surreale Art“ erzähle. Die Kritikerin verglich den Film mit der Komödie Die Royal Tenenbaums.
Die Redaktion von kino-zeit.de schrieb, es gehe „mal wieder um das klassische Wechselspiel der Kulturen, um West meets East, um den dummen Amerikaner im Ausland“. Über „die dadurch entstehenden Missgeschicke und Peinlichkeiten verbunden mit reichlich Komik“ könne man „vor lauter Komik gar nicht richtig lachen […], zumindest die großen Lacher“ blieben aus. Wes Andersons Fans würden jedoch „auf ihre Kosten kommen“.
Das Lexikon des internationalen Films schreibt: „Eine schwarzhumorige Komödie, in der ein bilderbuchbuntes Indien, mehr spielerisch-ironische Inkarnation westlicher Hippie- und Erleuchtungs-Sehnsüchte als realer Schauplatz, zur Bühne für den Versuch der Figuren wird, in der Fremde ihre umfassende innere Entfremdung zu überwinden.“ Und kommt zu folgendem Fazit: „Eine unterhaltsame, komisch-melancholische Reisegeschichte, die von einem Reigen skurriler Ideen und dem Flair ihrer Hauptdarsteller lebt.“

## Hintergründe
Der Film wurde in Indien – darunter in Jodhpur (Rajasthan) – gedreht. Seine Weltpremiere fand auf den am 29. August eröffneten Internationalen Filmfestspielen von Venedig 2007 statt, an denen er als ein Wettbewerbsbeitrag teilnahm. Am 28. September 2007 wurde er auf dem New York Film Festival vorgeführt. Einen Tag später startete er in den Kinos der USA – wo er ca. 11,4 Millionen US-Dollar einspielte – während der deutsche Kinostart am 3. Januar 2008 stattfand.
Der Regisseur sagte, er habe einen Film in einem Zug drehen wollen, weil dieser sich fortbewege, genau so, wie die Geschichte vorwärts komme. Er habe bereits einen Film auf einem Schiff gedreht (Die Tiefseetaucher; “I’d always wanted to make a movie on a train because I like the idea of a moving location. It goes forward as the story goes forward. […] I already set a movie on a boat.”) Anderson besuchte bis zu den Dreharbeiten niemals Indien, er kannte jedoch das Land aus einigen Filmen, darunter jenen des indischen Filmautors Satyajit Ray.
Eine künstlerische Besonderheit des Films ist, dass viele Kameraeinstellungen frontal und symmetrisch angelegt sind, was in Filmproduktionen eher ungewöhnlich ist. Kameraschwenks werden in solchen Fällen im 90°-Winkel ausgeführt, sowohl horizontal als auch vertikal, und Kamerafahrten finden im 90°-Winkel zur Blickrichtung statt. Diese Stilmittel nutzte Wes Andersons später noch konsequenter im Film Grand Budapest Hotel und setzte sie dort fast durchgängig im gesamten Film um.

## Auszeichnungen
| Jahr | Preis                                     | Kategorie                                            | Nominierter                                  | Resultat  |
| ---- | ----------------------------------------- | ---------------------------------------------------- | -------------------------------------------- | --------- |
| 2008 | Preis: Filme für Erwachsene               | Beste Comedy                                         | The Darjeeling Limited                       | Gewonnen  |
| 2008 | Bodil                                     | Bester Amerikanischer Film (Bedste amerikanske film) | Wes Anderson                                 | Nominiert |
| 2007 | Prinzessin-von-Asturien-Preis             | Bester Film                                          | Wes Anderson                                 | Nominiert |
| 2007 | New York Film Critics Online Award        | Bestes Drehbuch                                      | Wes Anderson Jason Schwartzman Roman Coppola | Gewonnen  |
| 2007 | New York Film Critics Online Award        | Top Filme des Jahres                                 | The Darjeeling Limited                       | Gewonnen  |
| 2007 | Internationale Filmfestspiele von Venedig | Kleiner Goldener Löwe                                | Wes Anderson                                 | Gewonnen  |
| 2007 | Internationale Filmfestspiele von Venedig | Goldener Löwe                                        | Wes Anderson                                 | Nominiert |

Die Deutsche Film- und Medienbewertung (FBW) in Wiesbaden verlieh dem Film das Prädikat „besonders wertvoll“.